# Rue Gustave-Flaubert
La rue Gustave-Flaubert est une voie du 17e arrondissement de Paris, en France.

## Situation et accès
La rue Gustave-Flaubert est orientée globalement est-ouest, dans le 17e arrondissement de Paris. Elle débute à l'est au niveau des 105, rue de Courcelles et 91, avenue de Wagram et se termine 139 m à l'ouest au 14-20, rue Rennequin.
Outre ces voies, la rue Gustave-Flaubert est traversée entre les nos 3-5 et 4-6 par la rue Théodore-de-Banville.

## Origine du nom
La rue porte le nom de l'écrivain français Gustave Flaubert (1821-1880).

## Historique
La rue est ouverte en 1892 sur l'emplacement d'une ancienne usine de la Compagnie parisienne de gaz, depuis la rue de Courcelles jusqu'à la hauteur des nos 5 et 6 et prend sa dénomination par arrêté du 26 décembre 1893. Ceci dans le cadre du l'urbanisation de la Plaine Monceaux.
Elle est prolongée par décret du 19 mai 1899, depuis les nos 5 et 6 jusqu'à la rue Rennequin. 

## Bâtiments remarquables et lieux de mémoire

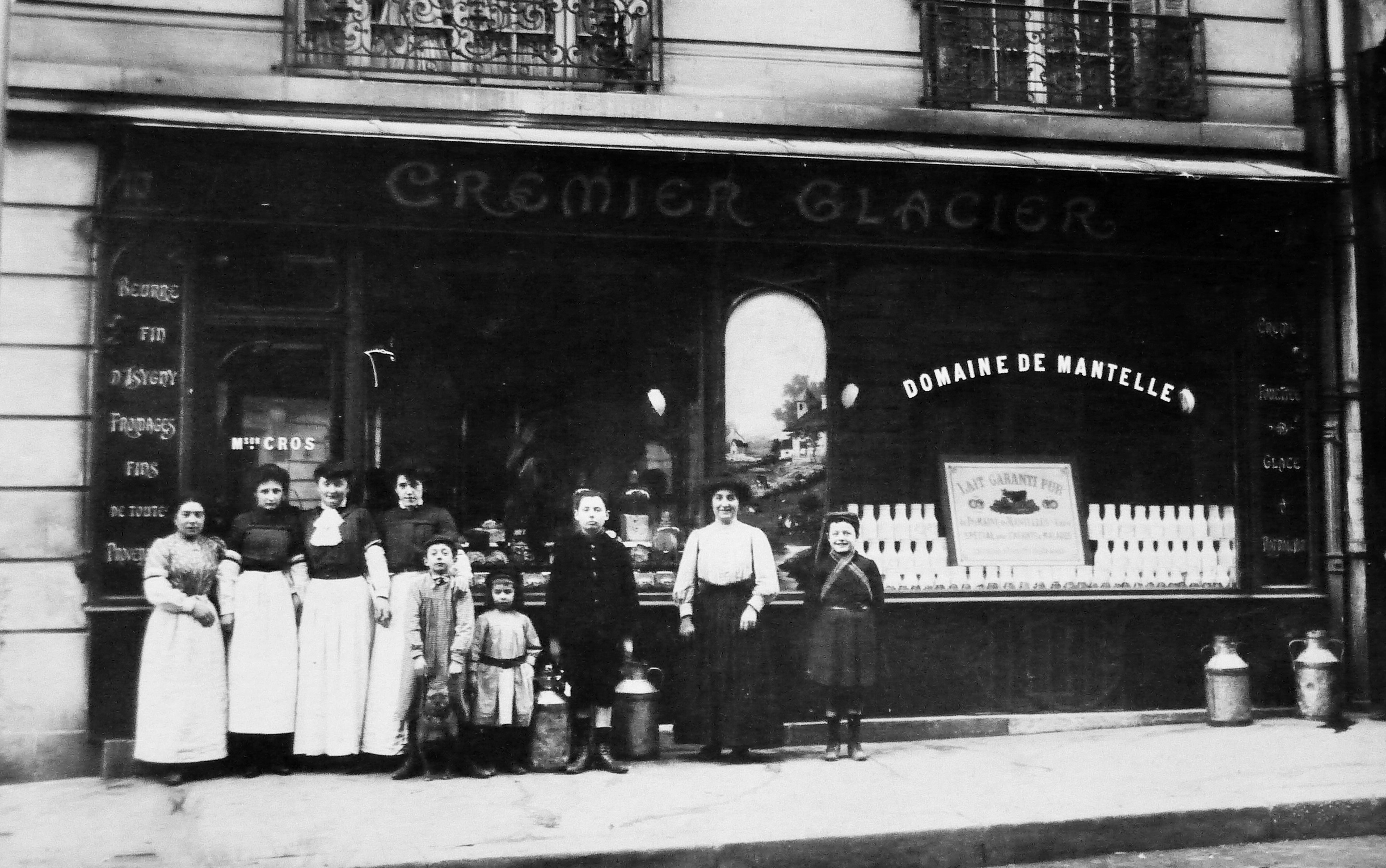
Crémières posant en 1909 devant le commerce.

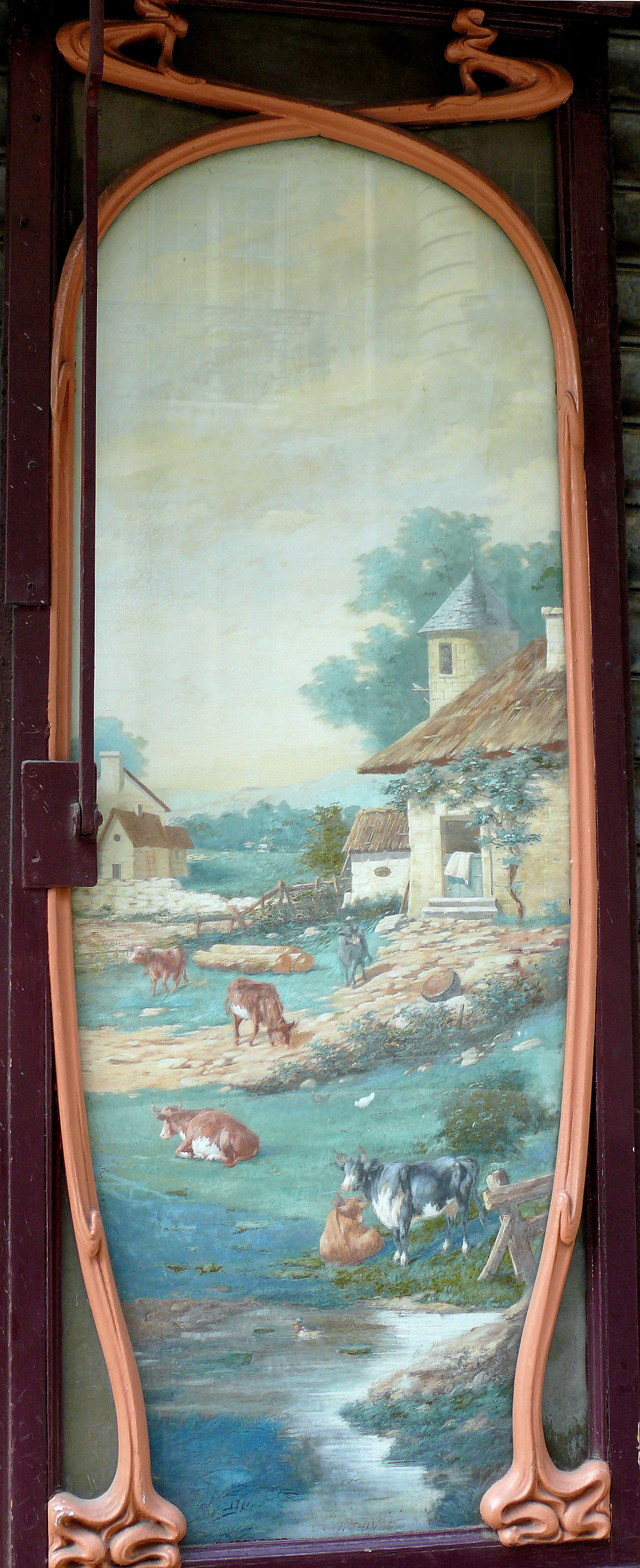
Panneau de l'ancienne crémerie.

- No 10 : immeuble dont le rez-de-chaussée comporte la devanture Modern style classée d'une ancienne crémerie-épicerie[1]. L'actrice Valentine Merelli y a vécu.

### Dans la fiction
Au début du film de Bertrand Blier, Calmos (1976), on assiste à ce dialogue singulier :
— Pardon monsieur la rue Gustave-Flaubert, s'il vous plait ? (une passante)
— Qu'est-ce que vous allez y foutre rue Gustave-Flaubert ? (Jean-Pierre Marielle)
— Ça ne vous regarde pas monsieur.
— Alors m'emmerdez pas, c'est tout ce que je vous demande !
— Vous pourriez être aimable !
— En quel honneur ?